# 冠囊菌科
冠囊菌科为冠囊菌目的一科真菌。

## 下属分类
- 冠囊菌属 Coronophora
- Cryptosphaerella